# ジュゼッペ・ダ・ポルト伯爵と息子アドリアーノの肖像
『ジュゼッペ・ダ・ポルト伯爵と息子アドリアーノの肖像』（伊: Ritratto di Giuseppe da Porto con il figlio Adriano, 英: Portrait of Count Giuseppe da Porto with his son, Adriano）は、イタリアのルネサンス期のヴェネツィア派の画家パオロ・ヴェロネーゼが1555年ごろに制作した肖像画である。油彩。ヴィチェンツァの貴族であるジュゼッペ・ダ・ポルト伯爵と息子アドリアーノを描いた作品で、伯爵の妻と娘を描いた『リヴィア・ダ・ポルト・ティエーネ伯爵夫人と娘デイダミアの肖像』（Ritratto della contessa Livia da Porto Thiene e della figlia Deidamia）の対作品。若いヴェロネーゼを代表する肖像画の1つで現在はフィレンツェのウフィツィ美術館に所蔵されている。また本作品の準備素描がルーヴル美術館に所蔵されている。

## 人物
ジュゼッペ・ダ・ポルト（あるいはイゼッポ）は16世紀ヴィチェンツァの著名な紳士であった。当時のヴィチェンツァは、フェラーラの人文主義者フルヴィオ・ペッレグリーノ・モラートによってプロテスタントが導入され、ヴィチェンツァの貴族の間でカルヴァン主義に傾倒する者が多く現れた。ジュゼッペもまたそうした貴族の1人で、1545年に彼はリヴィア・ティエーネ（Livia Thiene）と結婚したが、1547年5月に妻の兄アドリアーノ・ティエーネ（Adriano Thiene）ほか数名のカルヴァン主義者とともに異端として逮捕された。しかしこの出来事はヴィチェンツァにおける彼の政治的立場に大きな影響を与えることはなく、1550年以降も政治的および文化的活動に参加し、市の行政職を務めた。1552年には高名な建築家アンドレア・パッラーディオにポルト宮殿の建設を依頼しており、完成した宮殿はヴェロネーゼを含む何人かの画家によって装飾された。

## 作品
| 対作品『リヴィア・ダ・ポルト・ティエーネ伯爵夫人と娘デイダミアの肖像』。ウォルターズ美術館所蔵。 |  | 対作品『リヴィア・ダ・ポルト・ティエーネ伯爵夫人と娘デイダミアの肖像』。ウォルターズ美術館所蔵。 |
| 対作品『リヴィア・ダ・ポルト・ティエーネ伯爵夫人と娘デイダミアの肖像』。ウォルターズ美術館所蔵。 |  |                                                                                                  |

ヴェロネーゼはジュゼッペ・ダ・ポルト伯爵とアドリアーノ（Avogadro）親子の全身像を描いている。もっとも、描かれている息子はアドリアーノではなくレオニダ（Leonida）と言われることもある。ジュゼッペは全身を黒の服装で統一しており、上半身に毛皮の裏地がついた厚手の黒いジャケットを着て、腰に帯剣している。左手に手袋をはめているが、息子アドリアーノの右肩に置いた右手は手袋を脱いでいる。アドリアーノもまた豪華な服装をしている。少年は金の刺繍が施されオコジョの毛皮の裏地がついたジャケットを着ている。少年は右手で父の大きな右手にしがみつきながら、左手で首にかけた金のネックレスに触れており、父と同様に腰に帯剣している。若いヴェロネーゼはジョヴァンニ・バッティスタ・モローニなどのブレシアとベルガモの間の画家に典型的な様式に触発され、親子を背景の陰影がある壁龕のような空間に配置している。
ヴェロネーゼの肖像画の様式はティツィアーノ・ヴェチェッリオから大きな影響を受けたが、本作品ではいまだ伝統的なロンバルディア風の肖像画の要素を保っている。それでいてヴェロネーゼに典型的な記念碑性とリズミカルな抑揚が表現され、豪華な布地、毛皮、宝飾と、それらの質感の描写により、16世紀の肖像画の最も並外れた作例の1つと見なされている。
本作品および『リヴィア・ダ・ポルト・ティエネ伯爵夫人と娘ポルツィアの肖像』はおそらく窓の両側に掛けられることを意図して描かれた。制作年代はおそらく1552年あるいはヴェロネーゼがヴェネツィアに移住した1553年と考えられている。

## 来歴
肖像画は1913年にパリの美術商シャルル・セデルマイヤーの画廊にて初めて記録された。1924年に政治家・美術商・美術収集家のアレッサンドロ・コンティーニ・ボナコッシ伯爵によって購入され、その後ウフィツィ美術館に長期貸与された。
一方、対作品は現在ボルティモアのウォルターズ美術館に所蔵されている。

## ギャラリー

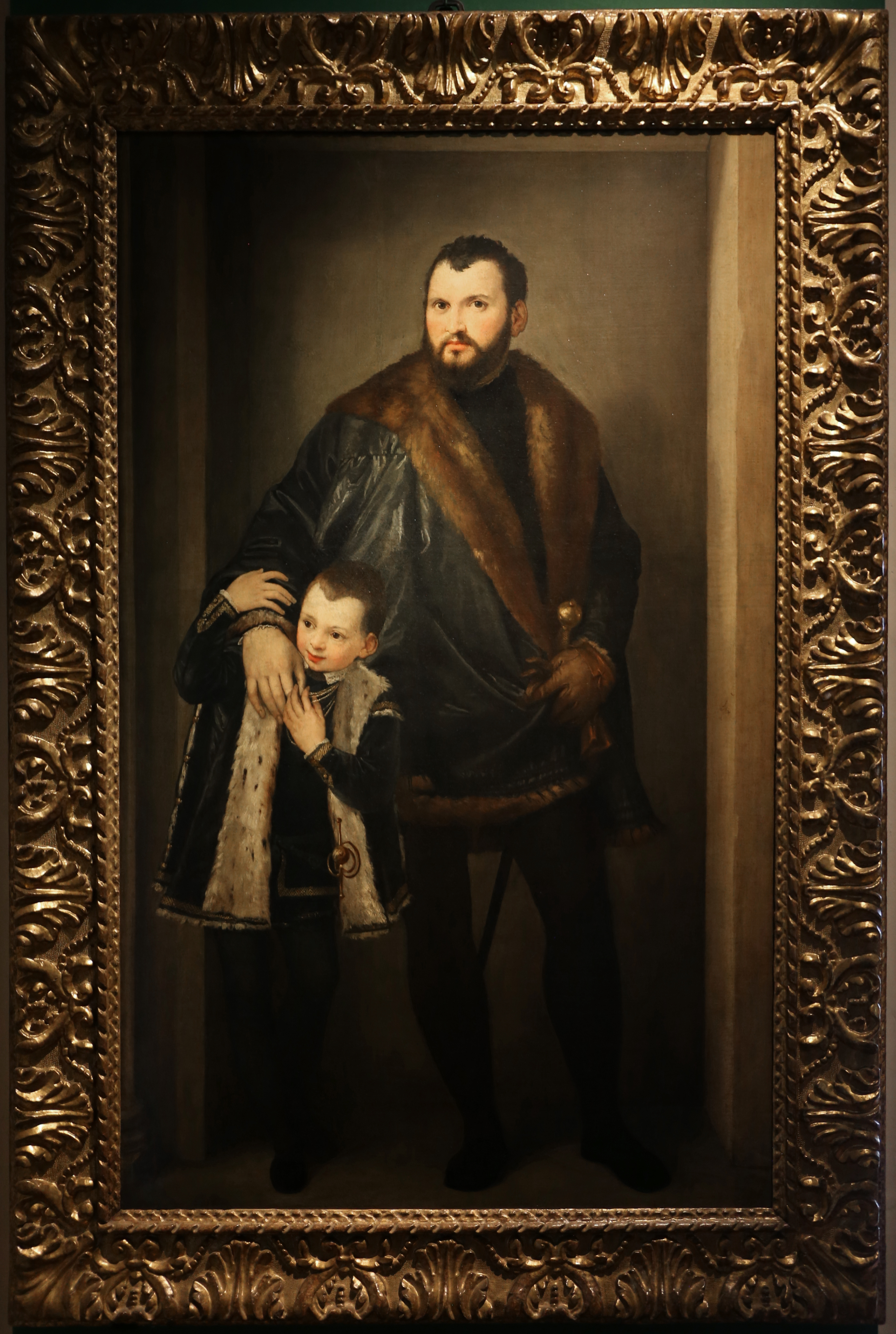
額縁
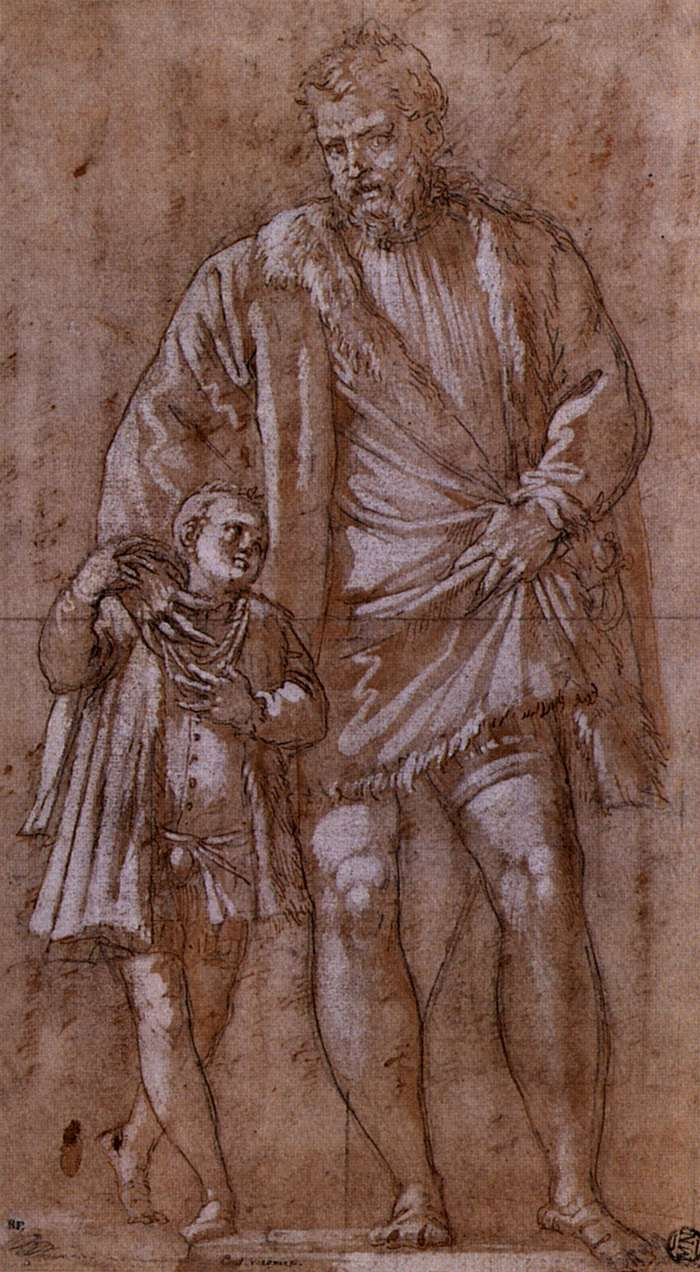
準備素描 1551年ごろ ルーヴル美術館所蔵